# Anna Sogn
|  | For alternative betydninger af ordet Anna, se Anna. |
Anna Sogn er et sogn i Nørrebro Provsti (Københavns Stift). Sognet ligger i Københavns Kommune; indtil Kommunalreformen i 1970 lå det i Sokkelund Herred (Københavns Amt). I Anna Sogn ligger Anna Kirke.
I Anna Sogn findes flg. autoriserede stednavne: